# Hesdie S. Zamuel
Hesdie Stuart Zamuel (Kwattahede, 19 maart 1946 — Paramaribo, 4 april 2020) was een Surinaams theoloog en schrijver in het Sranantongo.

## Biografie
Hesdie Zamuel werd geboren in het Ressort Boven-Saramacca, Sipaliwini, Suriname, maar groeide op in Paramaribo waar zijn vader een opleiding tot evangelist volgde. In 1963 kreeg hij de enige beurs die de Surinaamse overheid beschikbaar had gesteld om een lid van Evangelische Broedergemeente Suriname (EBGS) een volledige theologie-opleiding inclusief vooropleiding te laten voltooien. Zamuel volgde in Nederland het gymnasium en studeerde vervolgens theologie aan de Universiteit Utrecht. Hier slaagde hij in 1975 voor het doctoraalexamen in de theologie. In datzelfde jaar keerde hij terug naar Suriname om als gemeentepredikant te werken.
In 1994 promoveerde hij aan dezelfde universiteit op een proefschrift over Johannes King (overleden 1898), de eerste schrijver in het Sranantongo. Hij heeft de Evangelische Broeder Gemeente in Suriname (EBGS) op verschillende posten gediend, waaronder als voorzitter van het zendingsbestuur (1987-1996), als directeur van het theologisch seminarie (1990-1999) en als praeses. Van 2007 tot 2009 was hij als docent verbonden aan de Theofilo Kisanji Universiteit in Tanzania. Hij vertaalde verschillende kleine profeten uit het Oude Testament naar het Sranantongo. In 1997 publiceerde hij De Zending der Kerk en de Missionaire gemeente.

## Publicaties
- Johannes King. Profeet en apostel van het Surinaamse bosland (Zoetermeer: Boekencentrum, 1994).
- Care-takers of God's creation. A short introduction to a holistic understanding of Christ's commission to the Church (z.pl. [=Paramaribo], 2010) ISBN 978-99914-7-047-4
- "Inleiding op de Bijbel. Eern handreiking voor Catechese en Bijbelstudie in de Gemeente (ISBN 978-99914-7-167-9)
- "Zending als Representatie. Proeve van een Zendingstheorie gebaseerd op de Scheppingsopdracht aan de mens. Paramaribo 2014 (ISBN 978-99914-7-273-7

- Gemeinsame Normdatei: 172751306
- International Standard Name Identifier: 0000 0000 3575 1534
- Library of Congress Control Number: n94075857
- Nederlandse Thesaurus van Auteursnamen: 114636753
- Virtual International Authority File: 41072811
- WorldCat: E39PBJkXtYD4BXdmc6FWJc8V4q